# Sougueur
Sougueur, en árabe: السوقر, también llamada la ciudad de cordero, es una ciudad al noroeste de Argelia, con una población de más de 180.000 habitantes.
- Datos: Q1483423